# 함평 용천사 석등
함평 용천사 석등(咸平 龍泉寺 石燈)은 대한민국 전라남도 함평군 해보면 용천리에 있는 석등이다. 1981년 10월 20일 전라남도의 유형문화재 제84호로 지정되었다.

## 개요
용천사 내에 놓여 있는 석등으로, 등불을 밝혀두는 화사석(火舍石)을 중심으로, 아래에는 세부분으로 이루어진 받침을 쌓고, 위로는 지붕돌을 얹었다.
아래받침돌은 연꽃무늬를 두르고, 가운데기둥을 받고 있는 윗면의 네 모서리에는 거북형상을 도드라지게 조각하였다. 8각의 가운데기둥은 각 면에 글씨를 새겼다. 윗받침돌 역시 8각으로, 연꽃무늬를 조각하여 윗돌을 받도록 하였다.각의 윗받침돌에는 솟은 연꽃무늬를 새겼으며, 화사석을 받고 있다. 화사석은 조선시대의 일반형인 4각으로, 면마다 사각이 둥근 창을 두어 독특하고 아름답다. 지붕돌은 옆면에서 볼 때 여덟 팔(八)자 모습을 한 팔작지붕을 본뜬 형태로, 매우 두껍워 보인다.
받침부분은 8각을 이루다 화사석과 지붕돌에서 4각의 형태를 보인다. 가운데기둥에 새겨진 기록을 통해 조선 숙종 11년(1685)에 비를 세웠음을 알 수 있다. 크기나 짜임새가 투박하고 정감있어 조선시대의 4각석등 중에서도 뛰어난 작품으로 손꼽힌다.

## 참고 문헌
- 함평용천사석등 - 국가유산청 국가유산포털